# Konvenční zemědělství
Konvenční zemědělství je jeden z přístupů k zemědělskému hospodaření. Začíná se objevovat s tím, jak se objevuje průmyslová revoluce. Soustřeďuje se více na ekonomickou složku zemědělství, tedy na výnos a tedy i zisk. Pěstovány jsou takové plodiny, za které je možné utržit největší množství peněz. Za tímto účelem jsou pěstovány speciální odrůdy (i GMO), jsou aplikována hnojiva (i minerální), zavlažování a je redukován počet pojezdů na poli z hlediska agrotechniky. Efektivita intenzivního zemědělství ale může šetřit půdu. Tento systém se příliš nezabývá změnami v životním prostředí, zejména v agroekosystémech, pokud k tomu není dotacemi motivován, tedy veden způsoby, jako je například společná zemědělská politika. V Evropě je v současné době trend tento systém zemědělství opouštět - bylo např. dokázáno, že omezení počtu pojezdů na poli, zvyšuje šanci přežívání některých mikroorganizmů a patogenů, zhoršuje fyzikální vlastnosti půdy.[zdroj?] Dalšími problémy jsou porušení půdní úrodnosti a dalších chemických vlastností, znečištění podzemních vod.[zdroj?] Časté pěstování monokultury snižuje výnosy.[zdroj?] Alternativou konvenčního zemědělství je organické zemědělství.